# Fuscolachnum
Fuscolachnum is een geslacht van schimmels behorend tot de familie Hyphodiscaceae. De typesoort is Fuscolachnum pteridis.

## Geslacht
Volgens Index Fungorum telt het geslacht zeven soort (peildatum januari 2022):
| Soortnaam                                  | Auteur(s)                      | Publicatiejaar |
| ------------------------------------------ | ------------------------------ | -------------- |
| Fuscolachnum boreale                       | J.H. Haines                    | 1989           |
| Fuscolachnum hainesii                      | Chleb. & Suková                | 2005           |
| Fuscolachnum inopinatum                    | (Kirschst.) J.H. Haines        | 1989           |
| Fuscolachnum labradoricum                  | (Huhtinen) J.H. Haines         | 1989           |
| Fuscolachnum misellum (Klein franjekelkje) | (Roberge ex Desm.) J.H. Haines | 1989           |
| Fuscolachnum necator                       | Huhtinen & Döbbeler            | 2010           |
| Fuscolachnum pteridis (Varenfranjekelkje)  | (Alb. & Schwein.) J.H. Haines  | 1989           |